# Joaquín Pinto
Joaquín Pinto Ortiz (Quito, 18 de agosto de 1842 - Quito, 24 de junio de 1906) fue un pintor ecuatoriano de la segunda mitad del siglo XIX, destacado por ser uno de los pocos pintores románticos y entre los primeros costumbristas que aparecieron durante las primeras décadas de la vida republicana del país. Practicó, investigó y experimentó con todas los formatos de la pintura, desde el boceto hasta la policromía y el grabado, usando las más diversas técnicas.

## Biografía
Pinto fue un pintor que tomó el Arte como vocación y destino y se impuso el problema de la técnica para resolverlo y superarlo. Fue hijo legítimo del tercer matrimonio del portugués Joaquín Pinto y Valdemoros con la ambateña Encarnación Ortiz y Ceballos, quienes apoyaron sus dotes artísticas desde muy temprana edad al inscribirlo en los talleres de los maestros Ramón Vargas, Rafael Venegas y Andrés Acosta. Después de la muerte de su padre en 1853, trabajaría y estudiaría a la par, siendo discípulo de Tomás Camacho, Santos Cevallos y Nicolás Cabrera; este último le pediría que copie la serie de Los Profetas, de Goríbar. Su interés por la pintura le condujo al estudio autodidacta de geometría, anatomía, plástica, perspectiva e idiomas, que le permitieron paulatinamente perfeccionar su vocación de pintor y la lectura de francés, inglés, italiano, latín, alemán y hebreo.
Para desahogo de su creación artística eligió la limitación de lo pequeño.El tamaño natural fue la medida adoptada por su sentido clásico, que compaginaba con la perfección humana.En contraste, la miniatura exigía la contracción a lo pequeño,que reclama mayor esfuerzo y prolijidad en el artista.Pinto siguió su producción a la manera de Jacques Callot.En el círculo diminuto de un centavo compuso toda la escena del calvario. En un marco reducido representó el "Juicio Final" del Dies irae.En un pequeño papel volante captó la impresión de la primera luz eléctrica en Quito.En cuadros de tamaño limitado interpretó las costumbres populares,panoramas y paisajes,naturaleza muerta,aves y motivos religiosos. Son pocos los retratos y lienzos de mayor tamaño que brotaron de su pincel.Acostumbraba a firmar sus cuadros con la data del año de composición.
Pinto se independizó a los veinte años de edad (1862), y puso su propio taller en el que se especializaría, además de la temática religiosa usual de la desaparecida escuela quiteña, en retratos, paisajes, flora y fauna local, así como en objetos convencionales y figuras anatómicas, convirtiéndose en uno de los primeros pintores de corriente romanticista en el país. En 1876 contrajo matrimonio con Eufemia Berrío, una joven colombiana que fue su aprendiz y con la que ya tenía previamente dos hijas llamadas Josefina y Raquel, pero que además contaba con un hijo fruto de un desliz con un sacerdote que atormentó a la familia tiempo después.
Impartió clases particulares en su domicilio, y entre 1884 y 1895 dictó la cátedra de dibujo en el colegio mercedario San Pedro Pascual. En 1902 aceptó la invitación de Honorato Vásquez para dirigir la Academia de Pintura y Dibujo en Cuenca, en donde residió un año, obteniendo una amplia aceptación en la región y titulando a reconocidos artistas de la época. La Unión Literaria celebró el hecho con una notaque se transcribe a continuación:"Bellas Artes en Cuenca.El Doctor Honorato Vazquéz como Rector de la Universidad del Azuay ha restablecido la primitiva Escuela de Pintura que se hallaba a cargo del distinguido artista sevillano señor Tomás Povedano y de Arcos, que fue contratado por iniciativa del mismo Dr.Vasquéz, durante la administración presidencial del Dr. Dn. Antonio Flores y la decidida cooperacion del Consejo Municipal de Cuenca...Povedano dejó concluido el curso de dibujo.Faltan el colorido y su técnica. Para esto viene el señor Dn. Joaquín Pinto, el artista de mas imaginacion de Quito, patria de los Pintores, y entre ellos el más ilustradoen la literatura pictorica...". Un año después reabrió la Escuela de Bellas Artes en Quito y se sumó al cuerpo docente a pedido del ministro de Educación, escritor y pintor Luis Alfredo Martínez.
Enviudó alrededor de 1902 y murió de hipertrofia de la próstata, el 24 de junio de 1906, a la edad de 63 años, siendo sepultado en la tumba familiar del cementerio de El Tejar, junto a su esposa. Sus discípulos le organizaron solemnes exequias en la Catedral y publicaron en el diario El Comercio un "laudatorios artículos en su memoria".

## Trabajo artístico

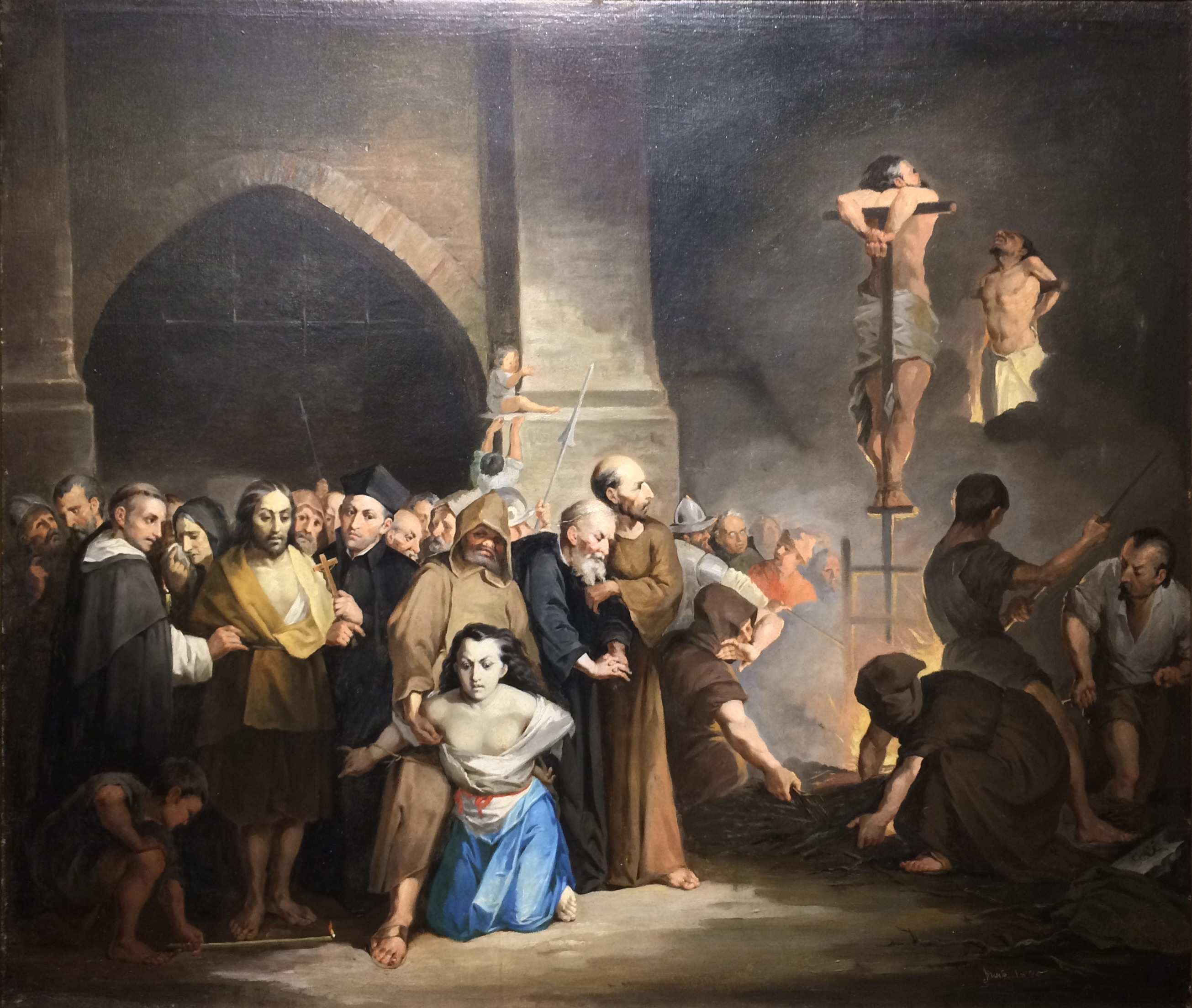
Escena de Inquisición (1895), MuNa, Quito. Óleo sobre lienzo en el que Pinto se autorretrata junto a su esposa.

Junto a los artistas Luis Cadena y Nicolás Cabrera aprendió la técnica de la iluminación, la composición y el equilibrio armónico de los colores. Desde 1866 inició con los primeros retratos que incluían personajes populares pero ficticios, como El indio, El mestizo y El alcalde; sin embargo, su mayor aporte a la pintura ecuatoriana se da a partir de 1868, cuando se dedica a dibujar paisajes, plasmando de esta manera el romanticismo en la plástica nacional.
En la década de 1870, Pinto lidera un nuevo movimiento plástico en el que se retratan los aspectos populares del Ecuador, sus paisajes y su gente. Fue el primero en retratar al indígena a través de la litografía y la acuarela, registró objetos arqueológicos, trabajó en escenas costumbristas y paisajistas, producto de sus viajes por la Sierra. La religiosidad fue otro de sus temas, los cuadros y bocetos que lo atestiguan se encuentran en las iglesias de La Merced, San Agustín, La Concepción, El Carmen Bajo, Santo Domingo, el santuario de El Quinche, entre los más importantes centros de exhibición de sus obras.
Trabajó junto a Federico González Suárez en los libros Estudio arqueológico sobre los cañaris (1878), Atlas Arqueológico del Ecuador (1910) y Los aborígenes de Imbabura y del Carchi (1910), representando las figuras de cerámica y piezas utilizadas por las culturas aborígenes del territorio, láminas que el artista Abraham Sarmiento editó en la ciudad de Cuenca. Ilustró para el naturalista francés Augusto Cousin una serie de 36 óleos y 264 acuarelas para el libro Faune Malacologique de la Republique de l'Equateur (1897). Inspirado por las acuarelas costumbristas de Charton, realizó similares sobre los personajes costumbristas que el literato ambateño Juan León Mera escribió en sus coplas Cantares del pueblo ecuatoriano (1893).
El pintor aparece en sus propios cuadros en algunas ocasiones, como en el célebre óleo del Chimborazo, en el que se encuentra montado a caballo en los pastizales al pie del volcán. Puso su rostro para retratar a su patrono San Joaquín, y también se dibujó entre las almas del purgatorio en varios cuadros de temática religiosa. Firmaba y fechaba muchas de sus obras, incluyendo sus bocetos, apuntes y dibujos preparatorios, a veces con el seudónimo IPTON, compuesto por las letras de su apellido.
Fue ganador de varios concursos nacionales, como la Exposición de Bellas Artes de Guayquil en 1880 y 1888; participó también en docenas de exposiciones internacionales como la Exposición Universal de París de 1900, lo que permitió que su obra fuese conocida fuera del Ecuador. Su vocación de maestro la volcó en los jóvenes y, advirtiendo el cambio de visión de la época con respecto al rol de la mujer en la sociedad, fundó la primera escuela femenina de arte dirigida por su esposa e hijas.
Al fallecer su obra se distribuyó en diferentes colecciones, de las cuales la Casa de la Cultura conserva alrededor de doscientas. Una de las más importantes es su libro de apuntes, al cual se le denominó Álbum particular de don Joaquín Pinto, y que proporciona datos valiosos de los referentes y de las fuentes del artista, de sus intereses, formas de trabajo y características estilísticas, así como de sus contemporáneos, quienes debieron tener acceso a muchos de los textos y modelos que Pinto menciona.

### Obras

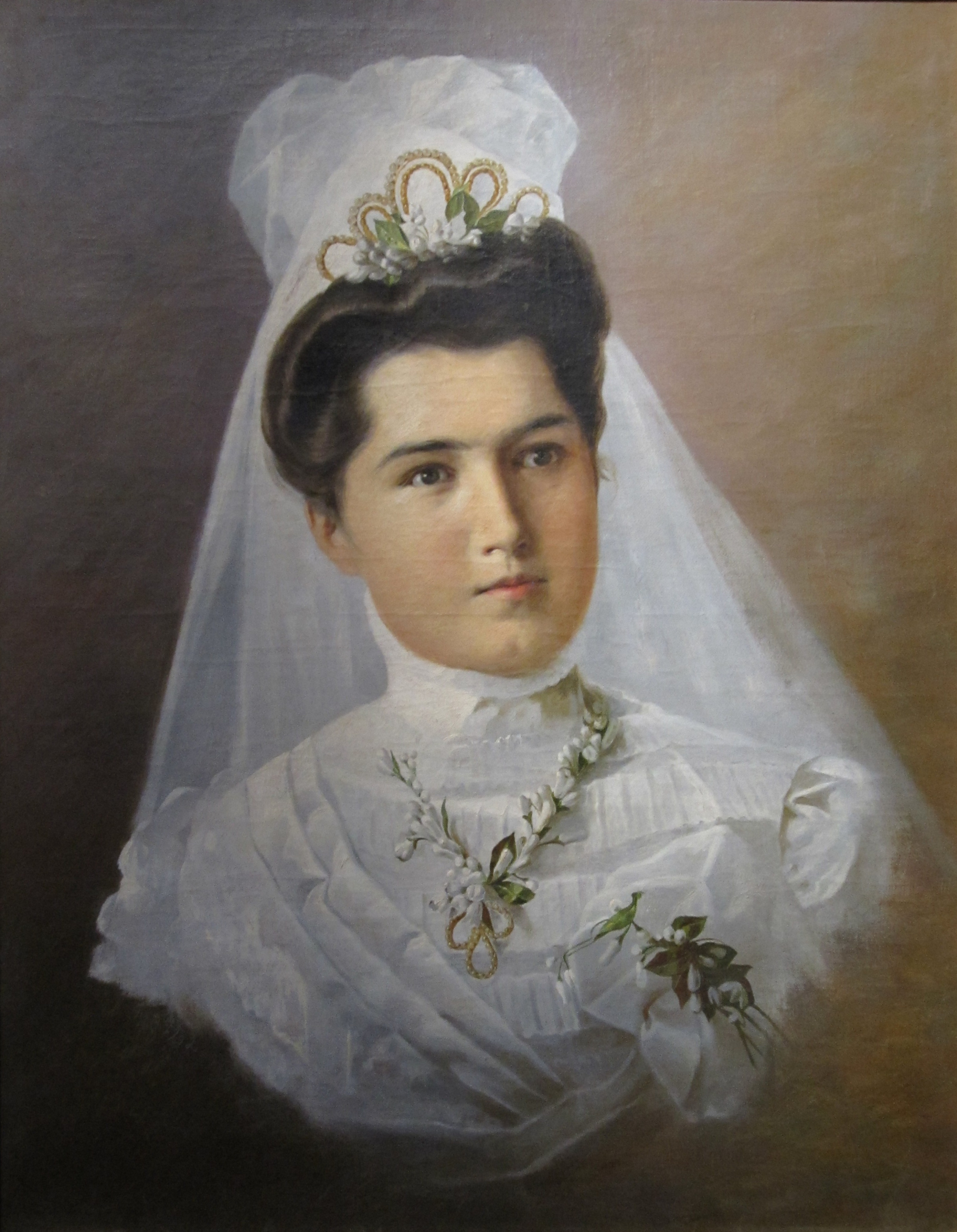
Retrato de Novia, atribuido a Joaquín Pinto.

Entre sus principales obras cabe mencionar:
- Santa Mariana catequista, retrato de santa Mariana de Jesús catequizando niños mestizos, negros e indígenas.
- El mariscal Sucre, reconstrucción del rostro de Antonio José de Sucre a partir de su cráneo.
- Pedro Murillo, retrato del patriota boliviano Pedro Domingo Murillo.
- Cráter del volcán Pichincha.
- Luna de miel en El Chimborazo, donde aparece el mismo sobre un caballo a los pies del volcán.
- Culebrillas, en el que retrata el río y la región circundante.
- Bacanal, representación de una danza con desnudos.
- El sueño de Edimión.
- La muerte de Dido.
- Virgilio.
- Dante a las puertas del Infierno.
- La crucifixión.
- El descenso de la cruz.
- El jardín de los Olivos, en la que se cree que utilizó sangre de verdad.
- Capítulos que se le olvidaron a Cervantes, en el que retrata satíricamente al presidente García Moreno.
- El pertiguero.
- Hombre llevando incienso.
- Monaguillos.
- Los disfrazados del Corpus Christi.
- Vendedora de alfalfa.
- Tropeña.
- Indio con bocina.
- La Matanza, propiedad de la familia guayaquileña Cornejo Rodríguez.
- Ecce homo, representación de Jesús presentado por Pilatos después de azotado.
- La última cena.
- El paso a la eternidad
- La inquisición, exhibida en la antesala de la Gerencia general del Banco Central, y en la que aparece él mismo junto a su esposa rodeado de varios inquisidores (el padre del hijo de la Berrío incluido).
- Procesión de la Virgen de El Quinche.
- Dies Irae, óleo sobre cobre reconocido como una de las más importantes obras de la época.
- La Redención, que se encuentra en el Museo Alberto Mena Caamaño y fue impresa en la moneda de dos centavos de sucre.
- La Inmaculada, que se encuentra en la Universidad de Cuenca.
- La Transverberación de Santa Teresa, en el convento de La Asunción de Cuenca.

### Reconocimientos
Entre los pocos reconocimientos que recibió el artista durante su vida, se cuentan los siguientes:
- Medalla de oro de la Sociedad Filantrópica del Guayas, Exposición Nacional de Guayaquil (1880).
- Premio de la Exposición Nacional de Guayaquil (1888).
- Premio de la Municipalidad cantonal de Guayaquil (1888).
- Medalla de Oro, Exposición Mundial Colombina de Chicago (1893).
- Medalla de Oro, Exposición Nacional de Quito (1894).
- Dos medallas de Oro, Exposición Universal de París (1900).

## Galería

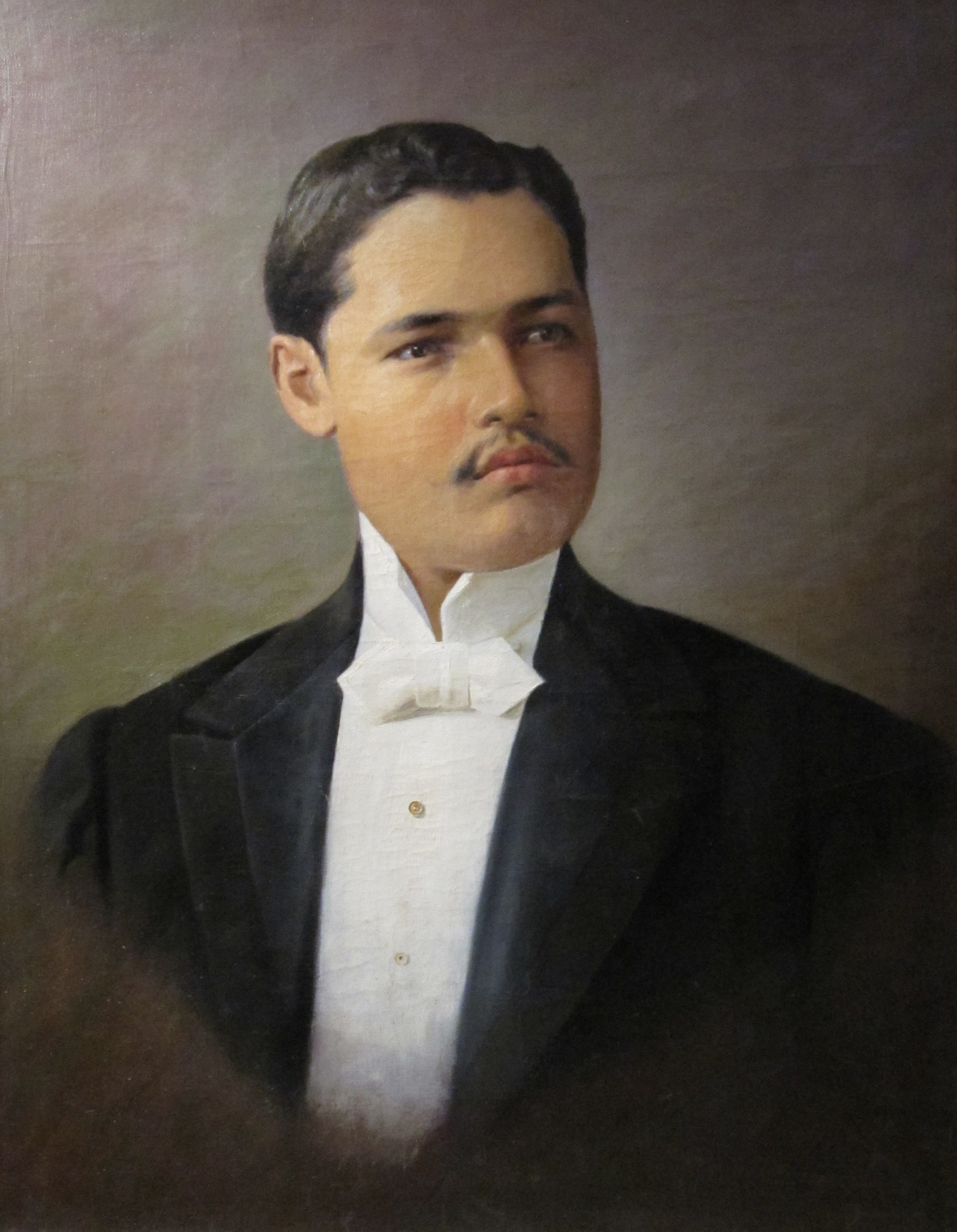
El Novio por Joaquín Pinto
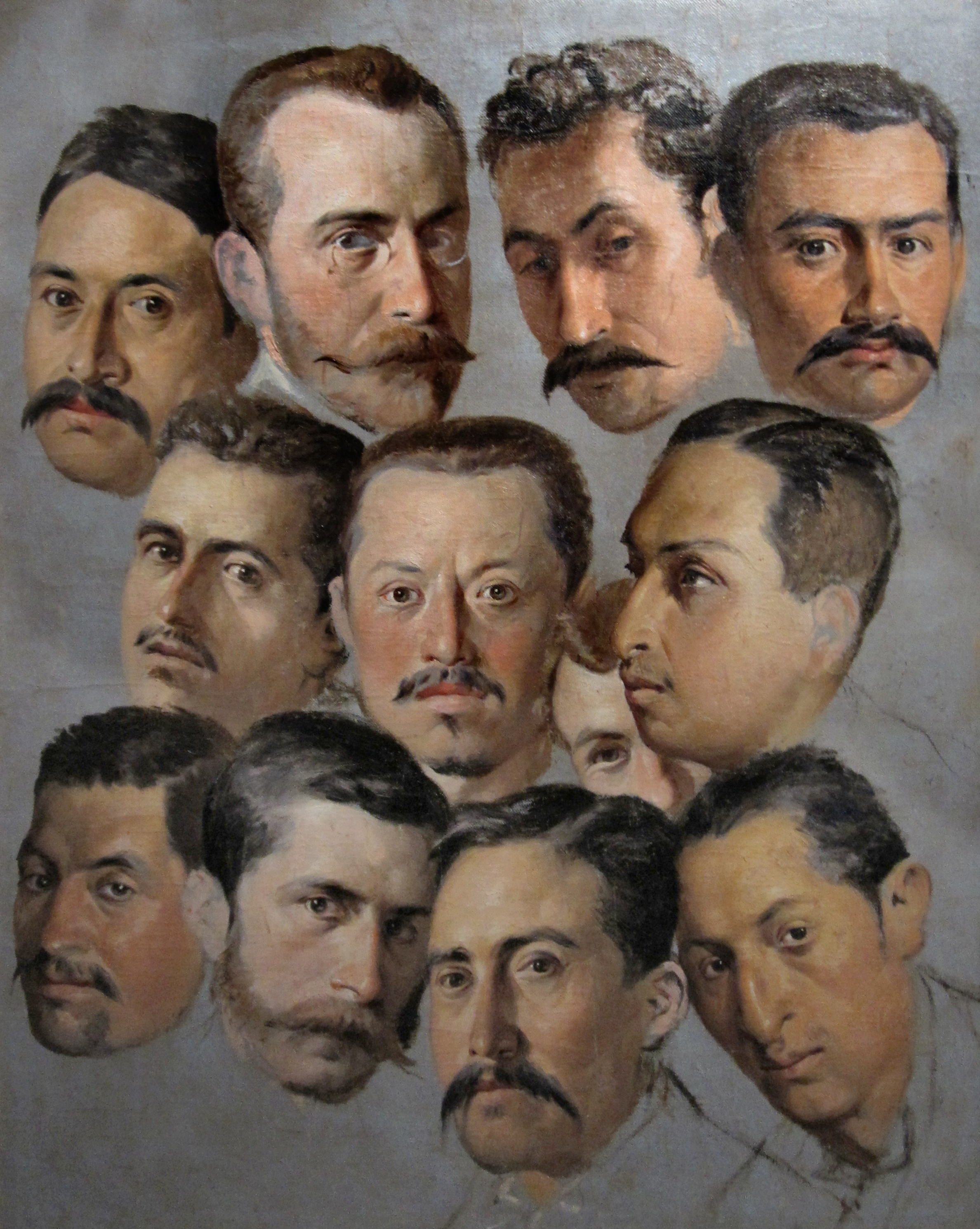
Retratos múltiples por Joaquín Pinto
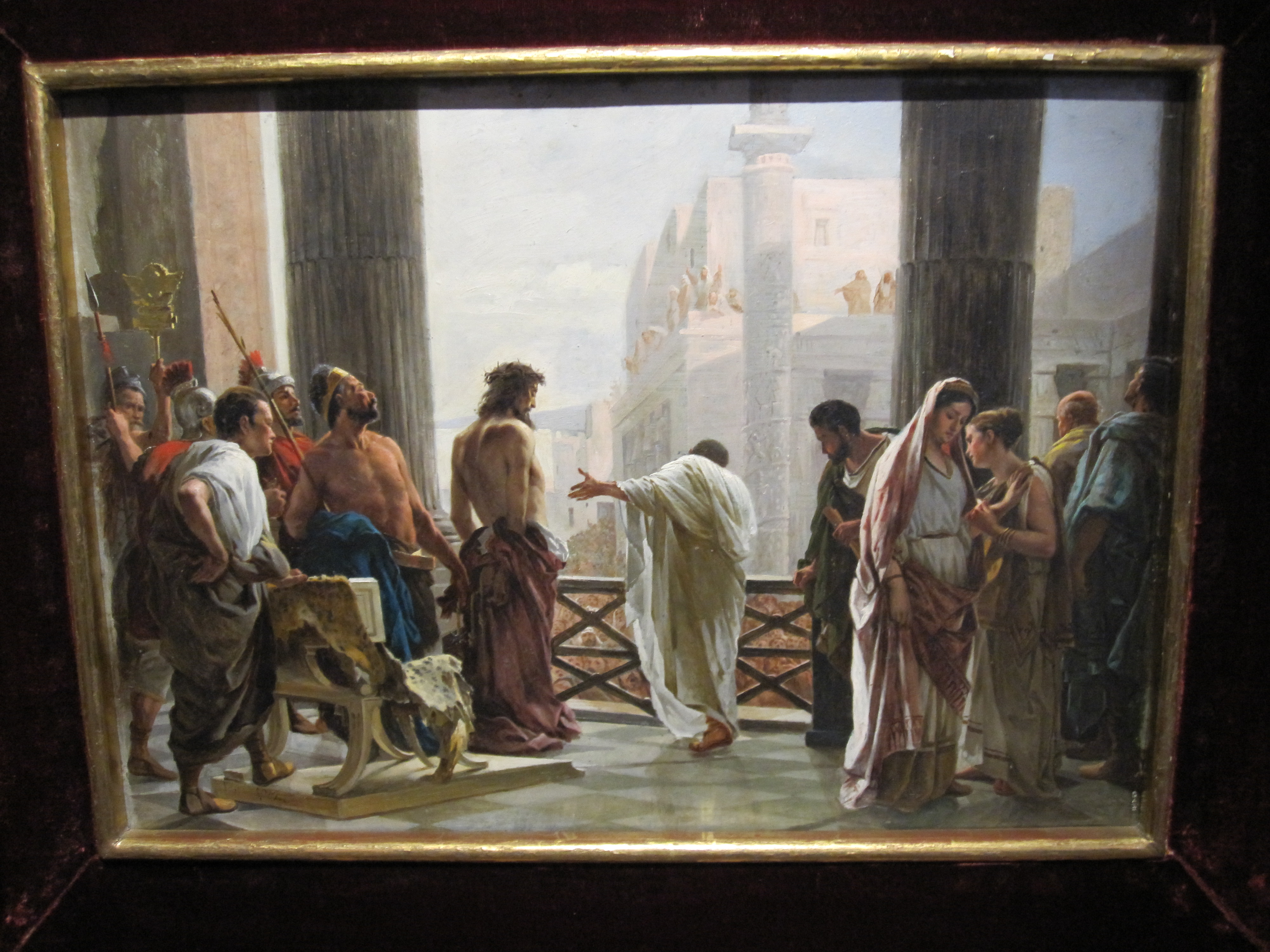
Cristo y Pilatos, por Joaquín Pinto
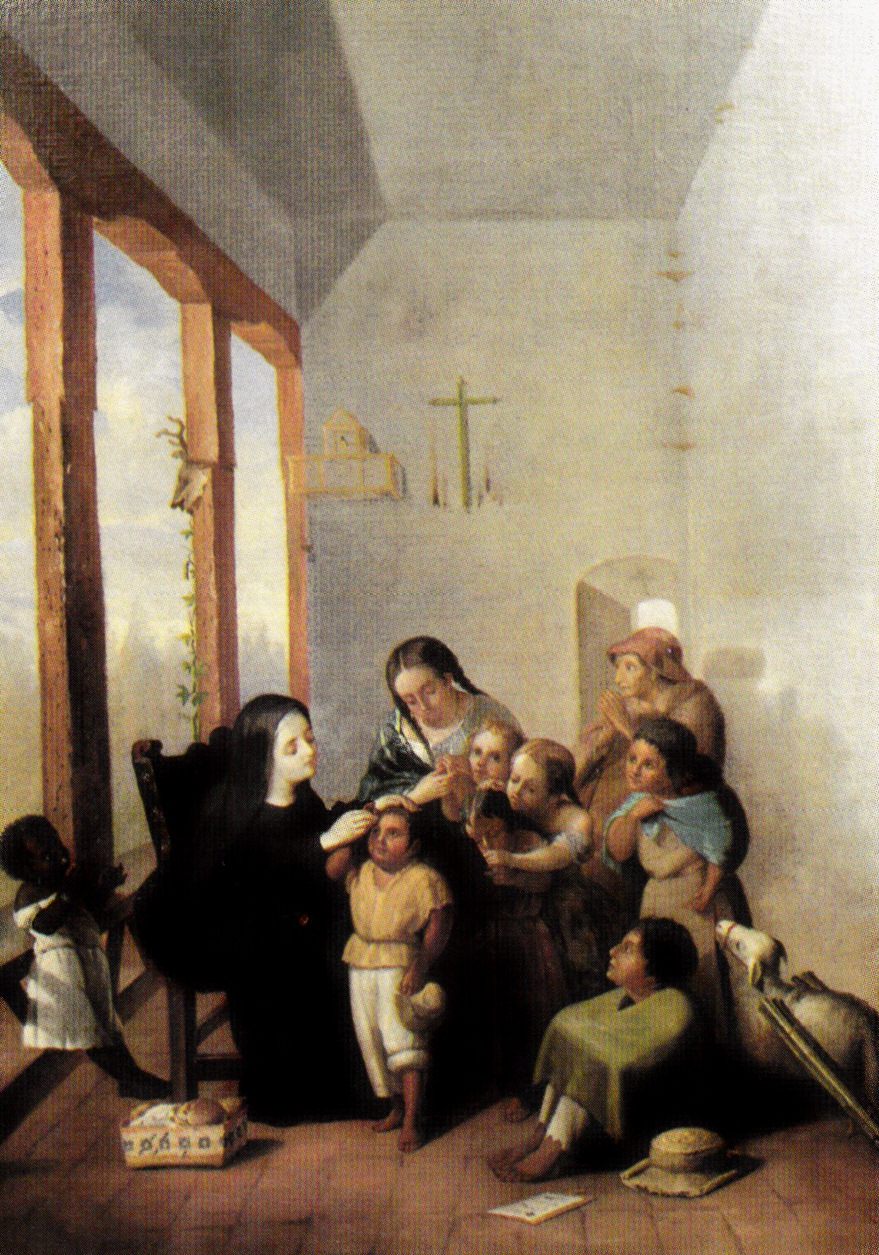
Santa Mariana catequista, por Joaquín Pinto

## Legado
El historiador José Gabriel Navarro, alumno de juventud de Joaquín Pinto, dijo: "Su arte es personal, y como pocos le comprendían, no tuvo mecenas que lo apoyaran". Según la curadora quiteña Adriana Chávez, quien se ha especializado en la obra del artista, la importancia de Pinto en la plástica ecuatoriana radica en que fue el único de su generación que hizo arte desde el país, ya que sus contemporáneos, como Luis Cadena o Juan Manosalvas recibieron ayuda del Estado para estudiar arte en Europa. A diferencia de muchos artistas que trazan pinceladas rápidas sobre el lienzo, Pinto tenía la minuciosidad de realizar bocetos de cada una de sus obras, siendo en esta técnica donde se aprecia al verdadero artista. Su obra fue, además, el primer paso hacia el impresionismo en el país.
Dejó muchísimas obras, algunas sacadas del país por viajeros conocedores de la bondad de su arte. Fue un genial creador y un trabajador perseverante e incansable, ensayó todas las técnicas, descolló como acuarelista y excelente profesor. Tenía una técnica heredada en su mayor parte de los maestros quiteños del siglo XVIII, por lo que se le considera heredero de la afamada escuela quiteña. Conocía a fondo la teoría del arte, la historia y hasta la mitología, despreciaba a los pintores copistas y llegó a producir obras de gran originalidad.
Le correspondió inaugurar en nuestro el Ecuador la escuela de motivos mestizos e indigenistas de pintura popular. Dejó un manuscrito titulado ¿Qué es una buena pintura? y un álbum trabajado a lápiz y tinta, con 199 páginas y 177 dibujos, hoy en el Museo de la Casa de la Cultura Ecuatoriana. Su biografía ha sido escrita por el padre José María Vargas, principalmente a base de referencias dejadas por el historiador José Gabriel Navarro.